# Station Theux
Station Theux is een spoorwegstation langs spoorlijn 44 (Pepinster - Spa) in de Belgische gemeente Theux.
Sinds 28 juni 2013 zijn de loketten van dit station gesloten en is het een stopplaats geworden. Voor de aankoop van allerlei vervoerbewijzen kan men bij voorkeur terecht aan de biljettenautomaat die ter beschikking staat, of via andere verkoopskanalen.

## Treindienst
| Serie  | Treinsoort                        | Route                                                  | Bijzonderheden             |
| ------ | --------------------------------- | ------------------------------------------------------ | -------------------------- |
| L 5000 | L-trein / Regional-Express (NMBS) | Verviers-Centraal – Pepinster – Theux – Spa-Géronstère |                            |
| P 7495 | Piekuurtrein (NMBS)               | Spa-Géronstère – Theux – Pepinster – Verviers-Centraal | Rijdt alleen op werkdagen. |

Dit is het station waar de treinen elkaar meestal kruisen, omdat dit station uitgerust is met 2 perronsporen.

## Reizigerstellingen
De grafiek en tabel geven het gemiddeld aantal instappende reizigers weer op een week-, zater- en zondag.

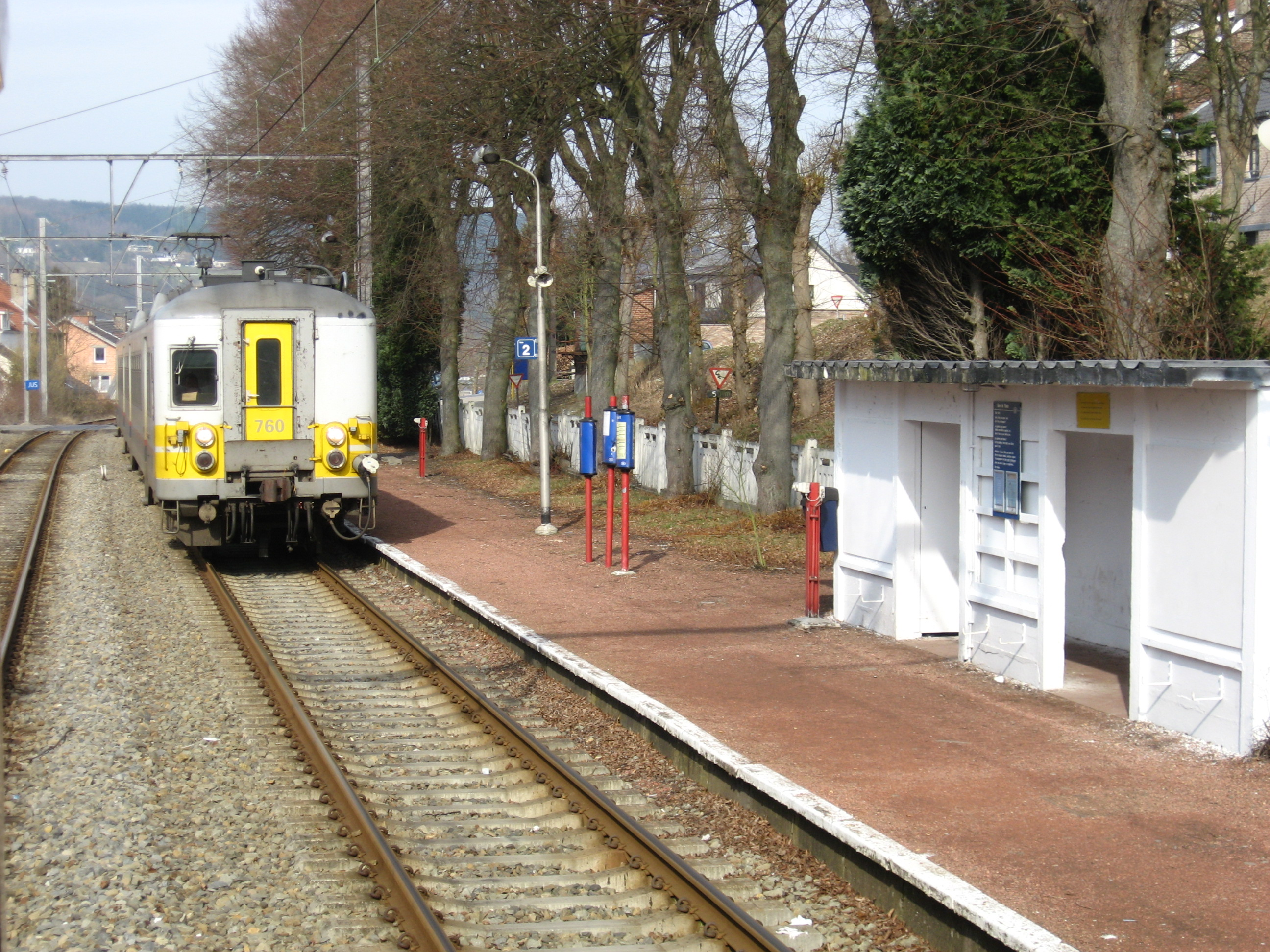
Kruisende treinen in het station

| Tabel: aantal instappende reizigers station Theux | Tabel: aantal instappende reizigers station Theux | Tabel: aantal instappende reizigers station Theux | Tabel: aantal instappende reizigers station Theux |
|                                                   | Weekdag                                           | Zaterdag                                          | Zondag                                            |
| ------------------------------------------------- | ------------------------------------------------- | ------------------------------------------------- | ------------------------------------------------- |
| 1977                                              | 239                                               | 81                                                | 72                                                |
| 1978                                              | 252                                               | 90                                                | 63                                                |
| 1979                                              | 231                                               | 98                                                | 78                                                |
| 1980                                              | 217                                               | 69                                                | 55                                                |
| 1981                                              | 226                                               | 81                                                | 99                                                |
| 1982                                              | 196                                               | 75                                                | 69                                                |
| 1983                                              | 179                                               | 65                                                | 41                                                |
| 1984                                              | 172                                               | 72                                                | 79                                                |
| 1985                                              | 186                                               | 66                                                | 67                                                |
| 1986                                              | 186                                               | 80                                                | 60                                                |
| 1987                                              | 194                                               | 103                                               | 59                                                |
| 1988                                              | 211                                               | 76                                                | 53                                                |
| 1989                                              | 219                                               | 74                                                | 71                                                |
| 1990                                              | 180                                               | 99                                                | 62                                                |
| 1991                                              | 228                                               | 103                                               | 75                                                |
| 1992                                              | 165                                               | 105                                               | 59                                                |
| 1993                                              | 214                                               | 116                                               | 61                                                |
| 1994                                              | 219                                               | 118                                               | 59                                                |
| 1995                                              | 198                                               | 89                                                | 77                                                |
| 1996                                              | 193                                               | 101                                               | -                                                 |
| 1997                                              | 195                                               | 97                                                | -                                                 |
| 1998                                              | 212                                               | 92                                                | 76                                                |
| 1999                                              | 192                                               | 86                                                | 77                                                |
| 2000                                              | 225                                               | 96                                                | 80                                                |
| 2001                                              | 191                                               | 95                                                | 52                                                |
| 2002                                              | 177                                               | 82                                                | 58                                                |
| 2003                                              | 175                                               | 110                                               | 50                                                |
| 2004                                              | 217                                               | 60                                                | 64                                                |
| 2005                                              | 212                                               | 105                                               | 44                                                |
| 2006                                              | 204                                               | 79                                                | 72                                                |
| 2007                                              | 192                                               | 82                                                | 62                                                |
| 2008                                              | -                                                 | -                                                 | -                                                 |
| 2009                                              | 204                                               | 75                                                | 96                                                |
| 2010                                              | -                                                 | -                                                 | -                                                 |
| 2011                                              | -                                                 | -                                                 | -                                                 |
| 2012                                              | 164                                               | 76                                                | 56                                                |
| 2013                                              | 160                                               | 67                                                | 54                                                |
| 2014                                              | 156                                               | 81                                                | 56                                                |
| 2015                                              | 125                                               | 76                                                | 33                                                |
| 2016                                              | 142                                               | 88                                                | 56                                                |
| 2017                                              | 105                                               | 62                                                | 64                                                |
| 2018                                              | 109                                               | 70                                                | 63                                                |
| 2019                                              | 141                                               | 55                                                | 38                                                |
| 2020                                              | 142                                               | 50                                                | 52                                                |
| 2021                                              | -                                                 | -                                                 | -                                                 |
| 2022                                              | 140                                               | 61                                                | 65                                                |
| 2023                                              | 96                                                | 52                                                | 44                                                |
| 2024                                              | 117                                               | 55                                                | 44                                                |

0,0: Pepinster ·
0,7: Pepinster-Cité ·
1,6: Pepinster-Chinheid ·
3,2: Juslenville ·
3,8: Theux-Marie-Louise ·
4,2: Theux ·
5,0: Theux-Centre ·
5,6: Franchimont ·
7,4: La Reid ·
9,6: Marteau ·
11,2: Spa ·
12,5: Spa-Géronstère ·
15,2: Nivezé ·
19,8: Sart-lez-Spa ·
23,7: Hockai ·
27,3: Francorchamps ·
36,8: Stavelot